# 風本真吾
風本 真吾（かぜもと しんご、1963年 - ）は、日本の医師。四谷メディカルサロン院長。

## 人物
プライベートドクターシステム、マジンドールダイエットシステム、プラセンタ医療システム、EPA体質医療、成長ホルモン医療システム、低身長治療システムなど、内科診療に積極的予防医療の概念を導入した健康管理指導の取り組みを研究開発し、「病気でない人への医療システム」を開拓した。また医療現場に栄養素品（サプリメント）の利用を取り入れた新しい診療システムも構築した。
健康、低身長治療、肥満、ダイエットについての新聞掲載、単行本執筆多数あり。1990年後半には浅井企画の所属タレント（芸能文化人）としてテレビ出演多数。健康ブームの火付け役となった。
慶應義塾大学卒業後の1992年、自由診療の内科医院、四谷メディカルサロンを創業。四谷メディカルサロン設立以後、名古屋や大阪など全国各地にダイエットクリニックを約15か所展開していたが、「一人の個人医師が支配するクリニックは一つにするべき」という方針を策定した厚労省の意向に従って四谷メディカルサロンのみを残して他のサロンを全て譲渡ないし廃業した。

## 不祥事
2008年 マジンドールダイエットシステム、プラセンタ医療システムにおいて、看護師に指示して、医師の非面前で、医薬品を手渡させたこと、注射をさせたことが医師法違反になるとして2012年 に有罪判決が確定。2014年 に「医業停止1年」の行政処分を受けた。
2020年10月、サプリメント成分を「がんの予防に効く」と医薬品であるかのように広告し販売したことで、医薬品医療機器法違反の疑いで逮捕。